# Hans-Jürgen Jaeger
Hans-Jürgen Jaeger (* 23. Januar 1931 in Berlin; † 18. September 2013 in Schliersee) war ein deutscher Jurist, Rechtsanwalt und Politiker (FDP).

## Leben und Beruf
Nach dem Besuch der Schulen in Berlin, Magdeburg, Köln und München sowie dem Abitur 1950 am Maximiliansgymnasium München studierte Jaeger Rechtswissenschaft und Volkswirtschaft an den Universitäten in München. 
Nach dem ersten Staatsexamen ging er nach Ann Arbor in Michigan und erwarb nach drei Semestern dort 1957 den Master of Laws. Während seiner Ausbildung arbeitete er in den Vereinigten Staaten als Kellner und Reiseleiter. Nach seiner Rückkehr nach Deutschland absolvierte er das juristische Referendariat und bestand 1959 das zweite juristische Staatsexamen. 
Im März 1960 trat er in den Höheren Dienst der Deutschen Bundesbahn ein. In der Folgezeit arbeitete er in der Verkehrsabteilung der Bundesbahndirektion München und war lange Zeit als Bundesbahndirektor Leiter der Generalvertretung München-Nord. Nach seinem Ausscheiden aus den Diensten der Bundesbahn im Jahr 1978 ließ er sich als Rechtsanwalt in München nieder.
Hans-Jürgen Jaeger war verheiratet und hatte drei Kinder.

## Politik
Jaeger, der bereits 1950 der Liberalen Hochschulgruppe an der Ludwig-Maximilians-Universität München beigetreten war, trat 1952 in die FDP ein und war von 1966 bis 1970 Stadtrat der Stadt München. 1970 wurde er in den Bayerischen Landtag gewählt, dem er bis 1982 angehörte. Hier war er von 1974 bis 1976 zunächst stellvertretender Vorsitzender und von 1976 bis 1982 dann Vorsitzender der FDP-Fraktion. Bis zu seinem Tod war er Ehrenvorsitzender des FDP-Kreisverbandes Miesbach.

## Ehrungen
- Bayerischer Verdienstorden, 1980
- Bundesverdienstkreuz am Bande, 1983